# Graeme McDowell

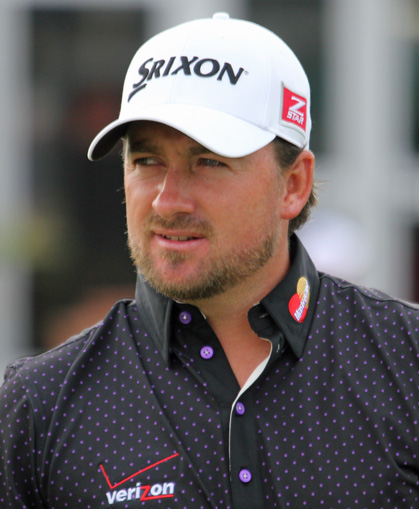
Graeme McDowell, 2012.

Graeme McDowell, född 30 juli 1979 i Portrush i Nordirland, är en professionell golfspelare som spelar både på den amerikanska PGA-touren och PGA European Tour.
McDowell studerade vid University of Alabama i Birmingham mellan 1998 och 2002 och han rankades som den bäste collegespelaren i USA. 2001 spelade han för Storbritannien och Irlands lag som vann Walker Cup på Sea Island i Georgia. 
Han blev professionell 2002 och vann det årets Volvo Scandinavian Masters som var hans fjärde tävling på Europatouren. Han vann inga tävlingar under sitt andra år på touren men 2004 vann han Telecom Italia Open och slutade på sjätte plats i Europatourens penningliga. 2005 började han att spela även på den amerikanska PGA-touren. Han är inte full medlem på den touren men eftersom han ligger bland de 50 bästa i golfens världsranking så får han inbjudningar till många tävlingar i USA. I juni 2005 hade han haft två placeringar bland de tio bästa i PGA-tävlingar i USA. Den bästa placeringen var en andraplats i Bay Hill Invitational och därmed hade han tjänat tillräckligt med pengar för att vara garanterad en plats på touren under 2006. 

## Meriter

### Majorsegrar
- 2010 US Open

### Segrar på Europatouren
- 2002 Volvo Scandinavian Masters
- 2004 Telecom Italia Open

### Lagtävlingar
- Walker Cup: 2001 (segrare)
- Palmer Cup: 2000 (segrare), 2001
- Seve Trophy: 2005 (segrare)
- Ryder Cup: 2008